# Toyota Land Cruiser
Toyota Land Cruiser  (Japansk: トヨタ ランドクルーザー Toyota Rando-kurūzā) er en serie af firehjulstrækkere fremstillet af den japanske bilfabrikant Toyota. Det er Toyotas længst kørende bilserie.
Produktionen af den første Land Cruiser-generation begyndte i 1951 (90 enheder) som Toyotas version af et jeep-lignende køretøj.
Pr.  2016 er Land Cruiser J200 tilgængelig på de fleste markeder. Undtagelser inkluderer Canada, Hong Kong, Malaysia (hvis markeder har modellen Lexus LX tilgængelig), Nordkorea, Singapore, Sydkorea, Thailand og store dele af Europa. De eneste europæiske lande, der officielt udbyder Land Cruiser 200, er Andorra, Gibraltar, Island, Moldova, Rusland og Ukraine.
Heavy Duty
- 40 Series
- 70 Heavy Series

Station Wagon
- Type 55
- 60 Series
- 80 Series
- 100 Series
- 200 Series

Light Duty
- 70 Light Series
- 70 Light Series
- 90 Series
- 120 Series